# Fritz-Julius Lemp

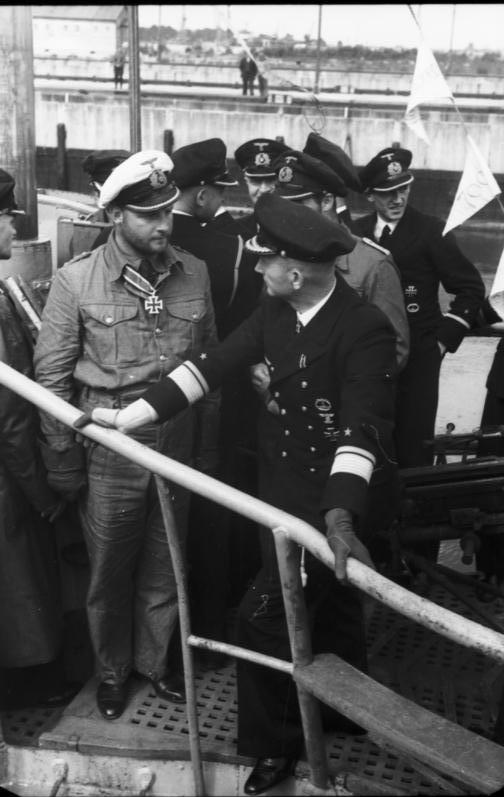
Fritz-Julius Lemp im Gespräch mit Karl Dönitz (August 1940)

Fritz-Julius Lemp (* 19. Februar 1913 in Tsingtau; † 9. Mai 1941 im Nordatlantik südöstlich von Grönland) war ein deutscher Marineoffizier und kommandierte im Zweiten Weltkrieg die U-Boote U 28, U 30 sowie U 110. Auf neun Unternehmungen versenkte er dabei zwanzig Schiffe mit 96.547 BRT und beschädigte weitere vier Schiffe mit insgesamt 45.417 BRT. Kriegsgeschichtlich bedeutsam ist er durch die völkerrechtswidrige Versenkung des Passagierdampfers Athenia zu Beginn des Zweiten Weltkriegs sowie dadurch, dass bei der Versenkung seines letzten U-Boots die ENIGMA-Chiffriermaschine und die dazugehörigen Codebücher unversehrt in die Hände der Alliierten gelangten.

## Leben
Lemp kam als Sohn eines Offiziers zur Welt, der im damaligen „Deutschen Schutzgebiet“ Kiautschou stationiert war.  Am 1. April 1931 trat er in die Reichsmarine (Crew 31) ein. Nach Infanterieausbildung in Stralsund und der Bordausbildung auf dem Leichten Kreuzer Karlsruhe begann im April 1935 die U-Boots-Ausbildung. 1936 wurde er Wachoffizier auf U 28, das er ab 1938 als Kommandant befehligte.
Ab November 1938 war er Kommandant von U 30, mit dem er nach Kriegsausbruch sieben Feindfahrten durchführte. Auf seiner ersten Unternehmung versenkte er am Abend des 3. September 1939 mit der Athenia das erste Schiff des Zweiten Weltkrieges. Die Versenkung des unbewaffneten Passagierdampfers verstieß nicht nur gegen das Völkerrecht, sondern auch gegen einen Befehl des Führers der U-Boote, Kommodore Karl Dönitz, vom selben Tag, in dem Angriffe auf Passagierdampfer ausdrücklich verboten wurden. Lemp gab später an, er habe das Schiff nicht eindeutig erkennen können und für einen bewaffneten Hilfskreuzer gehalten, da es zum eigenen Schutz abgeblendet und im Zickzackkurs fuhr. Ohne sich darüber Gewissheit zu verschaffen, feuerte Lemp drei Torpedos ab, von denen einer das Achterschiff traf. Die Athenia sank am folgenden Morgen, 112 Menschen kamen ums Leben.
Als U 30 eine halbe Stunde nach dem Schuss auftauchte, erkannte Lemp anhand der Notrufe der Athenia seinen Fehler. Er lief sofort von der Unglücksstelle ab, ohne Hilfe zu leisten, und setzte auch keinen Funkspruch ab. Der Vorfall wurde aus dem Kriegstagebuch von U 30 entfernt, die Mannschaft zu strengstem Stillschweigen verpflichtet. Erst nach seiner Rückkehr meldete Lemp die Versenkung der Athenia. Die Führung der Kriegsmarine leugnete in der Folge die Torpedierung, und die NS-Propaganda behauptete, Churchill selbst habe die Versenkung befohlen, um die neutralen Staaten gegen Deutschland aufzubringen. Erst während der Nürnberger Prozesse 1946 gab Großadmiral Dönitz die Torpedierung der Athenia durch Lemps U 30 und die nachfolgende Vertuschung des Vorfalls zu. Lemp wurde nach der Rückkehr von seiner Feindfahrt mit dem EK II ausgezeichnet.
Im Oktober 1940 nahm Lemp an der Baubelehrung für U 110 teil, am 21. November wurde das Boot unter seinem Kommando in Dienst gestellt. Laut dem späteren britischen Bericht über die Vernehmung der Überlebenden wurde Lemp von der Besatzung respektiert und geschätzt; er galt als besonnener Mann von unerschütterlicher Ruhe und großer Entschlossenheit. Zahlreiche Maate von U 30 folgten ihm auf U 110.  Auf seiner zweiten Feindfahrt mit U 110 wurde das Boot am 9. Mai 1941 nach einem Angriff auf einen Geleitzug von den britischen Zerstörern Bulldog und Broadway sowie der Korvette Aubretia aufgebracht. Nachdem das Boot durch Wasserbomben schwere Schäden erlitten hatte, war Lemp zum Auftauchen gezwungen und gab den Befehl zum Verlassen des Bootes. Offensichtlich wurde kein Befehl zur Selbstversenkung des Boots und zur Vernichtung der Geheimunterlagen mehr gegeben, da Lemp mit dem unmittelbar bevorstehenden Versinken des Bootes rechnen musste, dessen Heck wie auch die Basis des Turms bereits unter Wasser lag. Zuletzt befanden sich nur noch Lemp, der erste Wachoffizier Oberleutnant zur See Dietrich Loewe und der Leitende Ingenieur Oberleutnant Hanns-Joachim Eichelborn an Bord des U-Boots, das unter heftigem feindlichen Feuer lag. Lemp verließ als Letzter das U-Boot.

## Tod beim Kampf umU 110
Wie Lemp beim Kampf um U 110 starb, ist bis heute umstritten. Loewe bekundete später, dass trotz des feindlichen Dauerbeschusses alle Besatzungsmitglieder das U-Boot lebend verließen. Loewe und Lemp schwammen zusammen im Wasser und merkten bald, dass der Bug und der Turm nach wie vor aus dem Wasser ragten und U 110 nicht zu sinken schien. Daraufhin, so Loewe, rief Lemp, dass sie zum U-Boot zurückschwimmen müssten, um es zu versenken oder zumindest die Enigma und die Geheimpapiere ins Meer zu werfen, da es sonst der Feind entern könne. Lemp schwamm daher zurück in Richtung U-Boot, das jedoch inzwischen weit von den Schwimmenden abgetrieben war. Loewe sah, wie die Bulldog ein Boot mit einem Enterkommando herunterließ, und verlor in diesem Moment den Kommandanten von U 110 aus den Augen. Mehrere U-Boot-Fahrer bestanden später darauf, Lemp wäre vom Enterkommando, im Wasser schwimmend, erschossen worden. Der Kriegsberichterstatter Leutnant Helmut Ecke berichtete darüber hinaus, auch auf ihn sei aus dem Boot heraus geschossen worden. Auch William Pollock von der HMS Bulldog gab an, Lemp sei einer derjenigen gewesen, die beim Versuch, U 110 wieder zu erreichen und zu versenken, getötet worden seien. Allerdings habe er Lemps Tod nicht selbst gesehen. David Balme, Sub-Lieutenant auf der HMS Bulldog und Kommandant des Enterkommandos, widersprach scharf diesen Versionen und erklärte, niemand habe zu irgendeinem Zeitpunkt einen Schuss abgegeben, denn bei der Royal Navy sei es nie Praxis gewesen, auf schwimmende Schiffbrüchige zu schießen. Seine Vermutung sei, der Kapitän habe schließlich im Angesicht des Fehlers einen Tod im Meer vorgezogen – auch im Rückblick auf seine Versenkung des Passagierschiffes Athenia am ersten Kriegstag. Mit Lemp kamen noch 14 seiner Männer durch Kälte, Erschöpfung oder Verwundungen ums Leben, während 32 Überlebende in Kriegsgefangenschaft gerieten.

## Folgen des versäumten Selbstversenkungsbefehls
Bei der Kaperung fiel den Briten viel Geheimmaterial in die Hände, unter anderem eine Enigma-Chiffriermaschine. Während die Erbeutung der funktionsfähigen Enigma‑M3 weniger wichtig war, denn die Briten besaßen bereits Maschinen und kannten die Verdrahtung der Enigma-Walzen, waren geheime Verschlüsselungsunterlagen, wie die wichtigen Doppelbuchstabentauschtafeln, von hoher Bedeutung für den weiteren Kriegsverlauf, insbesondere für die Schlacht im Atlantik.

## Dienstgrade
- 14. Oktober 1931 Seekadett
- 1. Januar 1933 Fähnrich zur See
- 1. Januar 1935 Oberfähnrich zur See
- 1. April 1935 Leutnant zur See
- 1. Januar 1937 Oberleutnant zur See
- 24. September 1939 Kapitänleutnant (mit Wirkung zum 1. Oktober 1939)

## Auszeichnungen
- Wehrmacht-Dienstauszeichnung IV. Klasse am 2. Oktober 1936
- Spanienkreuz in Bronze am 6. September 1939
- Eisernes Kreuz (1939) II. Klasse am 27. September 1939
- Eisernes Kreuz (1939) I. Klasse am 18. Januar 1940
- Ritterkreuz des Eisernen Kreuzes am 14. August 1940